# Mongolodectes
Mongolodectes is een geslacht van rechtvleugeligen uit de familie sabelsprinkhanen (Tettigoniidae). De wetenschappelijke naam van dit geslacht is voor het eerst geldig gepubliceerd in 1951 door Bey-Bienko.

## Soorten
Het geslacht Mongolodectes omvat de volgende soorten:
- Mongolodectes alashanicus Bey-Bienko, 1951
- Mongolodectes kaszabi Bazyluk, 1972
- Mongolodectes kiritshenkoi Miram, 1929